# 青村諸聖堂
青村諸聖堂是天主教上海教区浦南总铎区的一座教堂，位于上海市奉贤区青村镇，前门在南奉公路2895号，后门在西街112号。
2007年，青村天主堂公布为奉贤区登记不可移动文物。